# Cyrtopogon infuscatus
Cyrtopogon infuscatus är en tvåvingeart som beskrevs av Cole 1919. Cyrtopogon infuscatus ingår i släktet Cyrtopogon och familjen rovflugor. Inga underarter finns listade i Catalogue of Life.